# La Petite-Verrière
La Petite-Verrière é uma comuna francesa na região administrativa de Borgonha-Franco-Condado, no departamento Saône-et-Loire. Estende-se por uma área de 10,67 km². Em 2010 a comuna tinha 53 habitantes (densidade: 5 hab./km²).